# JR西日本中国交通サービス
株式会社JR西日本中国交通サービス（ジェイアールにしにほんちゅうごくこうつうサービス）は、広島県広島市東区に本社を置く、西日本旅客鉄道（JR西日本）のグループ会社。JR西日本交通サービスの子会社（連結子会社）。

## 概要
近畿エリアで駅業務を受託するJR西日本交通サービスの子会社として、2021年4月1日に新たに設立した。主に中国地方と福岡県のJR西日本の駅業務を受託し、それに付随する研修業務なども扱うとした。
長年、中国地方と福岡県のJR西日本営業エリアでは、当時の支社（岡山・米子・広島・福岡）管轄エリア毎に同社子会社のJR西日本メンテックグループ（以下、メンテックと表記）の4社が、清掃業務・入換業務のほか駅業務も受託して幅広く業務を行ってきたが、2021年7月1日付でグループ会社の再編が実施されることになった。
この会社再編により、メンテック4社のJR西日本岡山メンテック、JR西日本米子メンテック、JR西日本広島メンテック、JR西日本福岡メンテックが合併してJR西日本中国メンテックが発足した。合併後は清掃業務・入換業務を主体に行うため、駅業務は同日から当社に移管された。
ただし、JR西日本宮島フェリーの改札・窓口業務と福岡市地下鉄箱崎線駅業務は当社に移管されず、JR西日本中国メンテックに継承された。また、JR西日本米子メンテック管轄の受託駅も同社には委託されず、順次無人化等の措置が取られている。

## 沿革

### 企業全般
- 2021年（令和3年）
  - 4月1日 - 中国エリア（岡山、広島、山口、福岡）の駅業務を受託する会社として、JR西日本交通サービス100%出資の「株式会社JR西日本中国交通サービス」が設立される。資本金は5000万円[2]。初代社長には親会社のJR西日本交通サービスの前代表取締役社長でもある、酒井俊臣が就任[2]。
  - 6月24日 - 2代目社長に、前JR西日本広島メンテック代表取締役社長の川端則安が就任[6]。
  - 7月1日 - 同日付で合併した旧メンテック4社のうち、旧米子メンテックを除く3社の駅業務が移管され受託開始[2][3]。

### 駅事業詳細（駅業務、忘れ物センター・案内所）
| 年                 | 月日    | 受託開始駅                               | 備考     | 受託終了駅                                   | 理由           |
| ------------------ | ------- | ---------------------------------------- | -------- | -------------------------------------------- | -------------- |
| 2021年 （令和3年） | 7月1日  | 旧岡山・広島・福岡メンテックの受託駅全駅 | 業務移管 |                                              |                |
| 2021年 （令和3年） | 7月1日  | 中庄駅                                   |          |                                              |                |
| 2021年 （令和3年） | 11月1日 | 新井口駅、可部駅                         |          | 下祇園駅                                     | 直営化         |
| 2022年 （令和4年） | 3月1日  |                                          |          | 長船駅、邑久駅                               | 無人化         |
| 2022年 （令和4年） | 4月1日  | 大町駅、柳井駅                           |          | 吉浦駅、安芸川尻駅、安浦駅、通津駅、田布施駅 | 無人化         |
| 2022年 （令和4年） | 6月1日  | 岡山駅（2階みどりの窓口）                |          |                                              |                |
| 2022年 （令和4年） | 10月1日 | 博多駅（新幹線中央口みどりの窓口）       |          | 由宇駅、大畠駅、櫛ケ浜駅、新南陽駅           | 無人化         |
| 2024年 （令和6年） | 8月1日  |                                          |          | 中野東駅、安芸中野駅、南岩国駅、緑井駅       | 無人化         |
| 2024年 （令和6年） | 12月1日 |                                          |          | 光駅、長府駅                                 | 無人化         |
| 2025年 （令和7年） | 2月1日  | 広島駅みどりの窓口（中央改札横）         | 業務委託 |                                              |                |
| 2025年 （令和7年） | 5月1日  |                                          |          | 下松駅                                       | 無人化         |
| 2025年 （令和7年） | 6月1日  |                                          |          | 安芸矢口駅                                   | 無人化         |
| 2025年 （令和7年） | 9月1日  |                                          |          | 可部駅                                       | 無人化（予定） |

## 業務内容
- JR西日本中国統括本部の駅業務受託
  - 岡山県[11][12]

  山陽本線
高島駅、岡山駅（一部の改札・窓口、忘れ物センター）、北長瀬駅、中庄駅
 瀬戸大橋線・ 宇野線
大元駅
  - 広島県[13]

    山陽本線
福山駅（忘れ物センター）[11]、天神川駅、広島駅（忘れ物センター、みどりの窓口）、新白島駅、西広島駅、新井口駅

 可部線
安芸長束駅、大町駅[14]、可部駅

ほか各線各駅
  - 山口県

■ 山陽本線
柳井駅[14]、新山口駅（案内所・忘れ物センター）、下関駅（案内所）

ほか各線各駅
  - 福岡県[13]

 山陽新幹線
小倉駅（旅客案内・遺失物取扱い）、博多駅（新幹線中央口みどりの窓口・旅客案内・遺失物取扱い）

## 事務所
- 本社 - 広島市東区上大須賀町16番1号（広島駅西高架下3階）
- 岡山支店 - 岡山市北区駅元町1番2-201号（岡山駅構内）
- 広島支店 - 広島市南区松原町1-2（広島駅構内）
- 山口支店 - 周南市住崎町30（徳山駅構内）
- 福岡支店 - 福岡市博多区博多駅前1丁目32-1